# South El Monte
South El Monte è una città della contea di Los Angeles, in California (Stati Uniti).